# Technicentre de Bischheim
Le technicentre de Bischheim — usuellement appelé ateliers de Bischheim, anciennement Ausbesserungswerk Bischheim — est un centre de maintenance de la Société nationale des chemins de fer français (SNCF) situé à Bischheim, commune du Bas-Rhin, au nord de Strasbourg. 
Les ateliers ont été ouverts en 1879 et ont entretenu successivement des locomotives à vapeur, des voitures voyageurs, des wagons et autorails puis des TGV.
Les ateliers de Bischheim, la gare de Bischheim et la gare de Schiltigheim forment le complexe ferroviaire de Bischheim-Schiltigheim.
Le technicentre s'étend sur 23 hectares dont 8 couverts et emploie environ 1 000 salariés.

## Situation ferroviaire
Le technicentre de Bischheim est situé au point kilométrique (PK) 3,7 de la ligne de Strasbourg à Lauterbourg, entre les gares de Bischheim et de Hœnheim.
La ligne desservant le technicentre est non-électrifiée mais des études sont lancées en 2024 pour électrifier les 3 kilomètres reliant à Strasbourg, pour rendre les rames TGV autonomes sur la section.

## Histoire

Photo d'un groupe d'ouvriers en 1895.

Le traité de Francfort de 1871 annexa l'Alsace-Lorraine à l'Empire allemand.
Le développement du réseau ferroviaire et l'accroissement du parc de machines à vapeur nécessitèrent de délocaliser la rotonde de Cronenbourg. C'est Bischheim qui fut choisie pour accueillir les nouveaux ateliers de réparations du chemin de fer, construits entre 1875 et 1879 par la Direction générale impériale des chemins de fer d'Alsace-Lorraine (EL). Dans un contexte de pauvreté générale, les ateliers constituèrent un miracle économique et une merveilleuse échelle sociale pour la commune et ses habitants. Les ouvriers bénéficiaient de nombreux avantages (salaires et horaires de travail décents, assurance maladie, pensions de retraite, congés payés, etc.). Au début du XXe siècle, les ateliers occupaient 1 800 ouvriers. Toute médaille ayant son revers, ils étaient source de progrès, mais également de difficultés liées à une croissance démographique anormale de la ville avec un doublement de la population en 15 ans, notamment avec l'arrivée de familles pauvres dans l'attente de lendemains meilleurs.
Lors du retour de la province à la France, les ateliers sont gérés par l'Administration des chemins de fer d'Alsace et de Lorraine (AL), puis par la SNCF à partir du 1 janvier 1938.

Les ateliers après le bombardement par les Américains.

En 1940, les ateliers sont réquisitionnés et exploités par la Deutsche Reichsbahn comme le reste du réseau ferroviaire de l’Alsace et de la Moselle. Au cours de la Seconde Guerre mondiale, ils sont lourdement endommagés par des bombardements américains. Le 24 novembre 1944, le lendemain de la libération de Strasbourg, un employé des ateliers peint les lettres « SNCF » sur la porte principale du site. Après la guerre, 200 000 voitures voyageurs et 11 000 wagons de marchandises sont réparés par les ateliers.
À partir de 1950, à la suite du déclin de la vapeur, les ateliers se spécialisent dans la réparation des autorails.

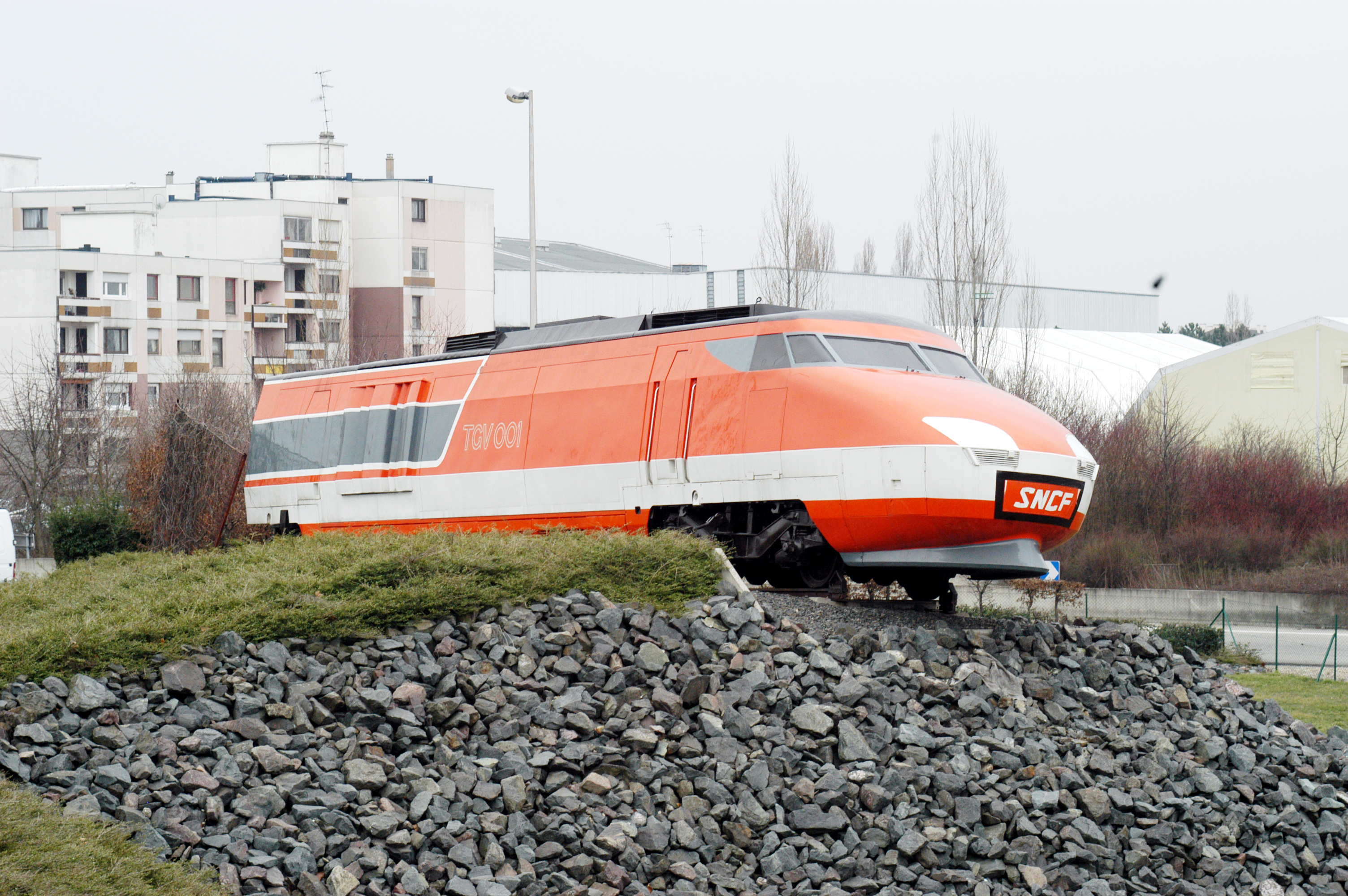
L’une des deux motrices du prototype TGV 001, exposée à l'entrée de Bischheim.

En 1972, Bischheim devient atelier directeur des turbotrains (RTG), et contribue activement aux études et essais du premier prototype du TGV 001 à turbine à gaz. L’une des deux motrices (la seconde est exposée à Belfort) de la rame de ce prototype est d'ailleurs exposée à l'entrée de la commune, au niveau d'un échangeur autoroutier.
Les ateliers, rebaptisés par la suite Établissement Industriel de Maintenance du Matériel (EIMM), puis technicentre de Bischheim en 2008, sont agrandis et font encore l'objet de constantes modernisations.
Le 18 décembre 2015, Jacques Cooper, le designer du TGV, s'est rendu au technicentre de Bischheim à l'occasion de la sortie d'un livre sur le TGV Duplex, écrit par deux employés de l'établissement. Jacques Cooper en a profité pour offrir au technicentre la maquette originale du TGV, réalisée en 1968.
En 2019, certains employés du technicentre testent des exosquelettes d'assistance à l'effort.
Le train réservé au personnel qui reliait la gare de Strasbourg au technicentre est supprimé en août 2023. La raison invoquée étant la mise en place du cadencement sur la ligne de Strasbourg à Lauterbourg. La rame sera utilisée pour créer une desserte commerciale aller-retour entre Strasbourg et Herrlisheim avec desserte de la gare de Bischheim en heure de pointe du matin.

## Matériel
Aujourd'hui le technicentre de Bischheim est affecté à la rénovation, à l'entretien et à la maintenance des rames TGV en « milieu de vie » du parc SNCF. Il s'est notamment occupé de la rénovation des rames du TGV Est ainsi que de la transformation des rames Ouigo.
C'est à Bischheim que fut préparée la rame du record du monde du 3 avril 2007.
Début 2015, le technicentre de Bischheim s'est occupé de la remise en état d'origine (équipements, livrée, etc.) de la motrice numéro 61 du TGV Sud-Est destinée à la cité du train de Mulhouse.
Le technicentre étant situé sur une ligne non électrifiée, les rames TGV y sont amenées remorquées par une locomotive diesel attelée à un wagon spécial « raccord TGV ».
Ce wagon type s'intercale et permet de s'atteler au crochet d'une rame de TGV. 
En mars 2021, la SNCF et la région Grand Est signent un contrat portant sur la rénovation de 166 rames TER par le technicentre de Bischheim.